# Rudolf-Virchow-Förderpreis
Der Rudolf-Virchow-Förderpreis wird seit dem Jahr 2000 jährlich, zuletzt zweijährlich, von der Berliner Gesellschaft für Anthropologie, Ethnologie und Urgeschichte vergeben für hervorragende Magister- und Diplomarbeiten aus Berliner und Brandenburger Hochschulen mit Bezug zu den in der Gesellschaft vertretenen Fächern. Der Preis ist mit 500 Euro dotiert; die Examensarbeiten können von den betreuenden Hochschullehrern sowie jedem Mitglied der Gesellschaft bis jeweils Ende September vorgeschlagen werden.
Der Preis erinnert an den deutschen Arzt, Archäologen und Politiker Rudolf Virchow (1821–1902), der Ende des 19. Jahrhunderts maßgeblich auch die Entwicklung der Wissenschaftsgebiete der Anthropologie, Ethnologie (Völkerkunde) und Archäologie bestimmt hat.

## Preisträger
- 2000 Peter Berger (Ethnologie), Patricia Roncoroni (Klassische Archäologie), Petra Weihermann (Prähistorische Archäologie)
- 2001 Arnd Adje Both (Altamerikanistik), Nicole-Manon Lehmann (Ethnologie), Susanne Storch (Prähistorische Archäologie)
- 2002 Jutta Kneisel (Prähistorische Archäologie), Andrea Luithle (Ethnologie), Claudia Oppe (Anthropologie)
- 2003 Jeanne Berrenberg (Ethnologie), Mike Teufer (Prähistorische Archäologie)
- 2004 Henny Piezonka (Prähistorische Archäologie), Katja Rakow (Religionswissenschaft), Angelika Stech (Prähistorische Archäologie)
- 2005 Jan Burkamp (Ethnologie), Marco Goldhausen (Altamerikanistik), Julia Wagner (Prähistorische Archäologie)
- 2006 Anja Hellmuth (Prähistorische Archäologie), Olaf Fabian (Prähistorische Archäologie)
- 2007 Miriam Benteler (Ethnologie), Katharina Stech (Anthropologie)
- 2008 Bianka Nessel (Prähistorische Archäologie), Maike Nibbrig (Anthropologie), Daniela Schöler (Ethnologie), Manfred Woidich (Prähistorische Archäologie)
- 2009 Bettina Hoyer (Ethnologie), Undine Lieberwirth (Archäologie), Heide Wrobel (Prähistorische Archäologie)
- 2010 Oliver Dietrich (Prähistorische Archäologie), Reena Perschke (Prähistorische Archäologie), Kira Schmidt (Anthropologie)
- 2011 keine Vergabe
- 2012 Alisa Scheibner (Prähistorische Archäologie), Judith Schühle (Ethnologie), Lisa Seifert (Anthropologie)
- 2013 Tobias Mörtz (Prähistorische Archäologie), Alexander Möser (Prähistorische Archäologie), Torben Schatte (Prähistorische Archäologie)
- 2014 Elettra Maria Griesi (Ethnologie), Eva Maria Miehan (Prähistorische Archäologie)
- 2015 Anne-Sophie Weißenhorn (Ethnologie), Elisabeth Anna Krüger (Archäologie)
- 2017 Alexandra Bauer (Ethnologie), Stephanie Bealek (Anthropologie), Ruben Wehrheim (Prähistorische Archäologie)
- 2019 Angela Schweizer (Ethnologie), Annett Hofmann (Ethnologie)
- 2021 Leonie Eva Benker, Marie Bjerketvedt, Charlotte Schenk
- 2023 Dominik Göldner, Lea Hüntemann, Dirk Mariaschk